# Tongoscia vandeli
Tongoscia vandeli is een pissebed uit de familie Philosciidae. De wetenschappelijke naam van de soort is voor het eerst geldig gepubliceerd in 1988 door Dalens.